# Савенчук Олександр Михайлович
Олександр Михайлович Савенчук (нар. 9 травня 1975) — український футболіст, нападник та півзахисник.

## Життєпис
Футболом займався з 1983 року у ДЮСШ при стадіоні «Юність», перший тренер — Володимир Михайлович Курбаков. Після завершення навчання перейшов у чернігівський «Буревісник», де протягом півроку під керівництвом Сергія васькова грав в обласному чемпіонаті.
У 1993 році на запрошення Андрія Процька та Юрія Грузнова перейшов у «Десну». У професіональному футболі дебютував 30 березня 1993 року в програному (0:1) виїзному поєдинку 24-го туру Першої ліги проти сумського «Автомобіліста». Олександр вийшов на поле на 67-й хвилині, замінивши Володимира Дробота. Дебютним голом у кар'єрі відзначився 13 квітня 1993 року на 67-й хвилині переможного (3:1) домашнього поєдинку 27-го туру Першої ліги України проти полтавської «Ворскли». Свенчук вийшов на поле в стартовому складі, а на 80-й хвилині його замінив Леонід Бумштейн. У команді виступав до кінця листопада 1993 року, за цей час у Першій лізі України зіграв 35 матчів (5 голів), ще 4 матчі (3 голи) провів у кубку України.
Наприкінці листопада 1993 року прийняв запрошення від «Торпедо». У Вищій лізі України дебютував 28 листопада 1993 року в переможному (1:0) домашньому поєдинку 17-го туру проти луганської «Зорі-МАЛС». Олександр вийшов на поле на 85-й хвилині, замінивши Юрія Зайченка. На той час у «Торпедо» грали досвідчені футболісти та збірники, через що молодий нападник отримував мало ігрового часу. До завершення сезону 1993/94 років зіграв 4 матчі у Вищій лізі, в усих випадках виходив на поле з лави запасних в кінцівці поєдинків. По завершенні сезону 1993/94 років у пошуках ігрової практики повернувся в «Десну», де провів наступні чотири з половиною сезони своєї кар'єри.
Під час зимової перерви сезону 1998/99 років прийняв запрошення від «Дніпра». Дніпропетровці відчували фінансові труднощі, тому сезон догравали фактично дублюючим складом. У футболці нового клубу дебютував 7 березня 1999 року в програному (1:2) виїзному поєдинку 16-го туру Вищої ліги проти криворізького «Кривбасу». Савенчук вийшов на поле в стартовому складі та відіграв увесь матч. Єдиним голом за дніпропетровський клуб відзначився 1 серпня 1999 року на 38-й хвилині програного (2:3) виїзного поєдинку 5-го туру Вищої ліги України проти маріупольського «Металурга». У команді виступав до завершення першої частини сезону 1999/00 років, за першу команду «дніпрян» у Вищій лізі зіграв 27 матчів (1 гол), ще 2 поєдинки провів у кубку України. У 2000 році грав за «Ніжин», у складі якого став срібним призером аматорського чемпіонату України. Після цього «Дніпро» й «Десна» домовилися про перехід Савенчука й гравець повернувся до чернігівського клубу. Виступав за «Десну» до 2005 року, а в вересні 2002 року провів два поєдинки в Першій лізі України за золочівський «Сокіл».
У 2005 році виїхав до Білорусі, де підписав контракт зі «Славією» (Мозир). Зіграв 8 матчів у Вищій лізі Білорусі. Згодом повернувся до України. З 2010 по 2011 рік грав за аматорський колектив ЛТК (Чернігів).

## Досягнення
«Десна» (Чернігів)
- Друга ліга України
  -  Чемпіон (1): 1996/97 (група «А»)
  -  Срібний призер (2): 2003/04 (група «В»), 2004/05 (група «В»)
  -  Бронзовий призер (1): 2002/03 (група «В»)

«Ніжин»
- Аматорський чемпіонат України
  -  Срібний призер (1): 2000